# Gessius Florus

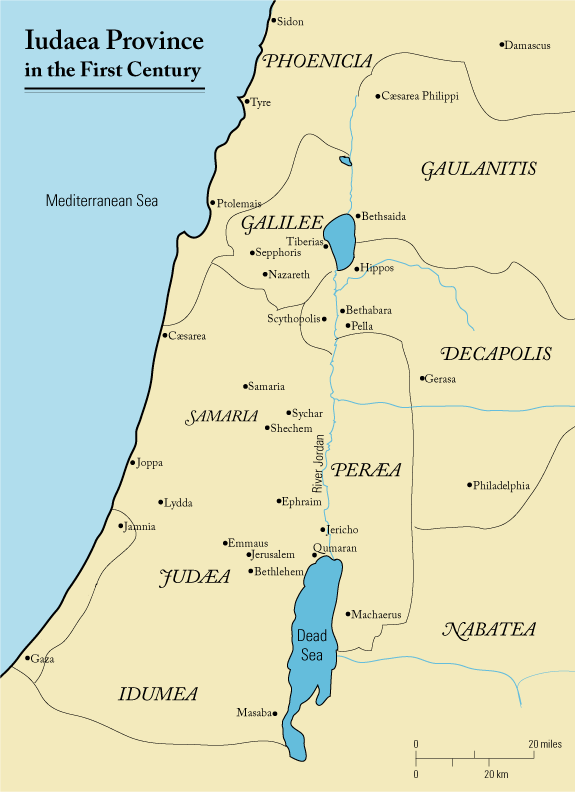
Die Provinz Judäa im 1. Jahrhundert n. Chr.

Gessius Florus war ein römischer Ritter und als Nachfolger des Lucceius Albinus der letzte der sieben Prokuratoren in Judäa. Seine Amtszeit 64–66 n. Chr. endete mit dem Ausbruch des ersten jüdischen Aufstandes gegen Rom.

## Leben
Gessius Florus, der aus Klazomenai stammte, erhielt das Amt des römischen Prokurators in Judäa offenbar durch die Beziehungen seiner Frau Kleopatra zur Kaiserin Poppaea Sabina. Der jüdische Historiker Flavius Josephus nennt in seinem Werk über den Jüdischen Krieg als eine der Hauptursachen für den Aufstand der Juden gegen die Römer die Amtsführung des Florus, die an Grausamkeit diejenige seiner Vorgänger weit übertraf. Florus wird von Josephus folgendermaßen beschrieben:

„In seiner Grausamkeit kannte er kein Mitleid, in seiner Ruchlosigkeit keine Scham, und nie hat einer so die Wahrheit in Lüge verkehrt oder schlauere Mittel ersonnen, um verbrecherische Absichten zu erreichen.“

So plünderte Florus im April/Mai 66 n. Chr. den Tempelschatz um siebzehn Talente, wahrscheinlich um die sinkenden Steuereinnahmen auszugleichen. Dadurch kam es zu Demonstrationen und zur öffentlichen Verspottung des Statthalters. Florus brach daraufhin nach Jerusalem auf, um die Juden zu bestrafen. Bei der Racheaktion wurde das Militär eingesetzt. Die römischen Soldaten plünderten den Markt sowie jedes beliebige Haus und richteten dabei ein Blutbad an. Ferner bestand Florus auf einer Demütigung der Juden, bei der das jüdische Volk zwei Kohorten, die nach Jerusalem kamen, einen feierlichen Empfang bereiten sollte. Florus wies die Offiziere der Soldaten an, die Begrüßung der Einheimischen nicht zu erwidern. Als das Volk seinen Unmut über die fehlende Begrüßung äußerte, schlugen die römischen Soldaten auf die Menge ein. Bei den folgenden Straßenschlachten gerieten die Römer in arge Bedrängnis und mussten sich in ihr Lager am Königsplatz des Herodes zurückziehen. Florus bot daraufhin der jüdischen Obrigkeit an, die Stadt zu verlassen und eine Kohorte zurückzulassen. Dem syrischen Statthalter Cestius Gallus berichtete er, die Juden hätten den Abfall von Rom erprobt. Zugleich erreichten Gallus auch Briefe führender Persönlichkeiten Jerusalems, die sich über die Grausamkeiten des Florus beschwerten. Nachdem Gallus sich über die Lage informierte, suchte er die Schuld bei Florus und benachrichtigte Nero. Gleichzeitig eroberten die Zeloten Masada und die täglichen Opfer für den Kaiser von je zwei Schafen und einem Ochsen für das Wohl des römischen Kaisers wurden verweigert. Josephus sieht das als eigentlichen Anfang des Krieges. Über die Amtsenthebung und den Tod des Florus ist nichts weiter bekannt.